# Encyclopedia of Triangle Centers
Encyclopedia of Triangle Centers (ETC) は約62000個の三角形の中心をまとめたウェブサイトである。エヴァンズビル大学の教授クラーク・キンバーリングによって設立された。1998年に出版された、クラーク・キンバーリングによる400程度の三角形の中心をまとめたTriangle Centers and Central Triangles（TCCT）と言う本を拡張したものである。
三角形の中心はX(n)として登録されている。例えばX(1)は内心である。それぞれの点に対して、重心座標、三線座標、共線、共円、共役などの多くの情報が掲載されている。サイト内のいくつかの点はThe Geometer's SketchpadやGeoGebraを通じて、視覚的に見ることができる。GeoGebraでは△ABCのX(n)を「TriangleCenter(A,B,C,n)」で得ることができる。ETCには、三角形の中心だけでなく、多くの三角形に関する図形についても記載されている。
点の中には独自の名称が付けられているものもある。しかし、歴史的または幾何的に特定の名前が付けられない場合は星の名前が使われる。例えばX(770)はアカマルの名を冠する。

## 点の例
X(1)からX(10)までを例として挙げる。
| 番号  | 名称                     | 英名              | 定義                                                       |
| ----- | ------------------------ | ----------------- | ---------------------------------------------------------- |
| X(1)  | 内心                     | Incenter          | 内接円の中心                                               |
| X(2)  | 重心（幾何中心）         | Centroid          | 中線の交点                                                 |
| X(3)  | 外心                     | Circumcenter      | 外接円の中心                                               |
| X(4)  | 垂心                     | Orthocenter       | 頂垂線の交点                                               |
| X(5)  | 九点円の中心             | Nine-point center | 中点三角形、垂足三角形の外心                               |
| X(6)  | 類似重心（ルモワーヌ点） | symmedian point   | 類似中線の交点                                             |
| X(7)  | ジェルゴンヌ点           | Gergonne point    | 元の三角形と接触三角形の頂点を結んだ直線の交点             |
| X(8)  | ナーゲル点               | Nagel point       | 元の三角形の頂点と、傍接円と各辺との接点を結んだ直線の交点 |
| X(9)  | ミッテンプンクト         | Mittenpunkt       | 傍心三角形の類似重心                                       |
| X(10) | シュピーカー点           | Spieker center    | 中点三角形の内心                                           |

他の有名な点には以下のようなものがある。
| 番号        | 名称               | 英名                |
| ----------- | ------------------ | ------------------- |
| X(11)       | フォイエルバッハ点 | Feuerbach point     |
| X(13),X(14) | フェルマー点       | Fermat points       |
| X(15),X(16) | 等力点             | Isodynamic points   |
| X(17),X(18) | ナポレオン点       | Napoleon points     |
| X(19)       | クローソン点       | Clawson point       |
| X(20)       | ド・ロンシャン点   | de Longchamps point |
| X(21)       | シフラー点         | Schiffler point     |
| X(22)       | エクセター点       | Exeter point        |
| X(39)       | ブロカール中点     | Brocard Midpoint    |
| X(40)       | ベバン点           | Bevan point         |

また、三角形よりは短いものの、四角形やそのほかの多角形についても同様のリストがある。

## 関連
- Catalogue of Triangle Cubics(CTC)
- The Secrets of Triangles（英語版）
- 近代三角形幾何学
- Mathworld